# Thessalia cerrita
Thessalia cerrita är en fjärilsart som beskrevs av Wright 1906. Thessalia cerrita ingår i släktet Thessalia och familjen praktfjärilar. Inga underarter finns listade i Catalogue of Life.